# Meri (Name)
Meri ist ein weiblicher Vorname sowie ein Familienname.

## Herkunft und Bedeutung
Meri ist sowohl ein finnischer weiblicher Vorname mit der Bedeutung „die See“ als auch ein georgischer weiblicher Vorname (georgisch: მერი) als georgische Form von Marie.
Außerdem tritt Meri als finnischer und estnischer Familienname auf.

## Namensträger

### Vorname
- Meri Arabidse (* 1994), georgische Schachspielerin
- Meri Disoski (* 1982), österreichische Politikerin (Grüne)
- Meri Maijala (* 1993), finnische Biathletin
- Meri Voskanian (* 1987), deutsch-armenische RnB- und Soulsängerin

### Künstlername
- Meri Husagic (* 1989), deutsche Schauspielerin

### Familienname
- Arnold Meri (1919–2009), estnischer Veteran des Zweiten Weltkriegs
- Georg Meri (1900–1983), estnischer Diplomat, Schriftsteller und Übersetzer
- Helle Meri (1949–2024), estnische Schauspielerin
- Josef W. Meri (* 1969), US-amerikanischer Gelehrter
- Leena Meri (* 1968), finnische Politikerin (PeruS)
- Lennart Meri (1929–2006), estnischer Schriftsteller und Politiker
- Mart Meri (* 1959), estnischer Sprachwissenschaftler und Politiker
- Sayed Emran Meri (* 1996), afghanischer Badmintonspieler
- Veijo Meri (1928–2015), finnischer Schriftsteller

### Schiffe
- Meri: siehe Aura (Schiff, 2008)